# 히라오 지카
히라오 지카(일본어: 平尾 知佳, 1996년 12월 31일 ~ )는 일본의 여자 축구 선수이다.

## 국가대표팀 경력
2012년 FIFA U-17 여자 월드컵, 2016년 FIFA U-20 여자 월드컵에 출전했다.
그녀는 2018년 8월 2일 오스트레일리아와의 경기에서 일본 국가대표팀에 데뷔했다. 2019년과 2022년 EAFF E-1 풋볼 챔피언십 우승. 2번의 FIFA 여자 월드컵, 2번의 하계 올림픽에도 출전했다. 2025년 EAFF E-1 풋볼 챔피언십에도 출전했다.

## 통계
| 일본 | 일본 | 일본 |
| 연도 | 출전 | 득점 |
| ---- | ---- | ---- |
| 2018 | 1    | 0    |
| 2019 | 1    | 0    |
| 2020 | 0    | 0    |
| 2021 | 0    | 0    |
| 2022 | 2    | 0    |
| 2023 | 3    | 0    |
| 2024 | 2    | 0    |
| 통산 | 9    | 0    |